# Teichsmühle Soest

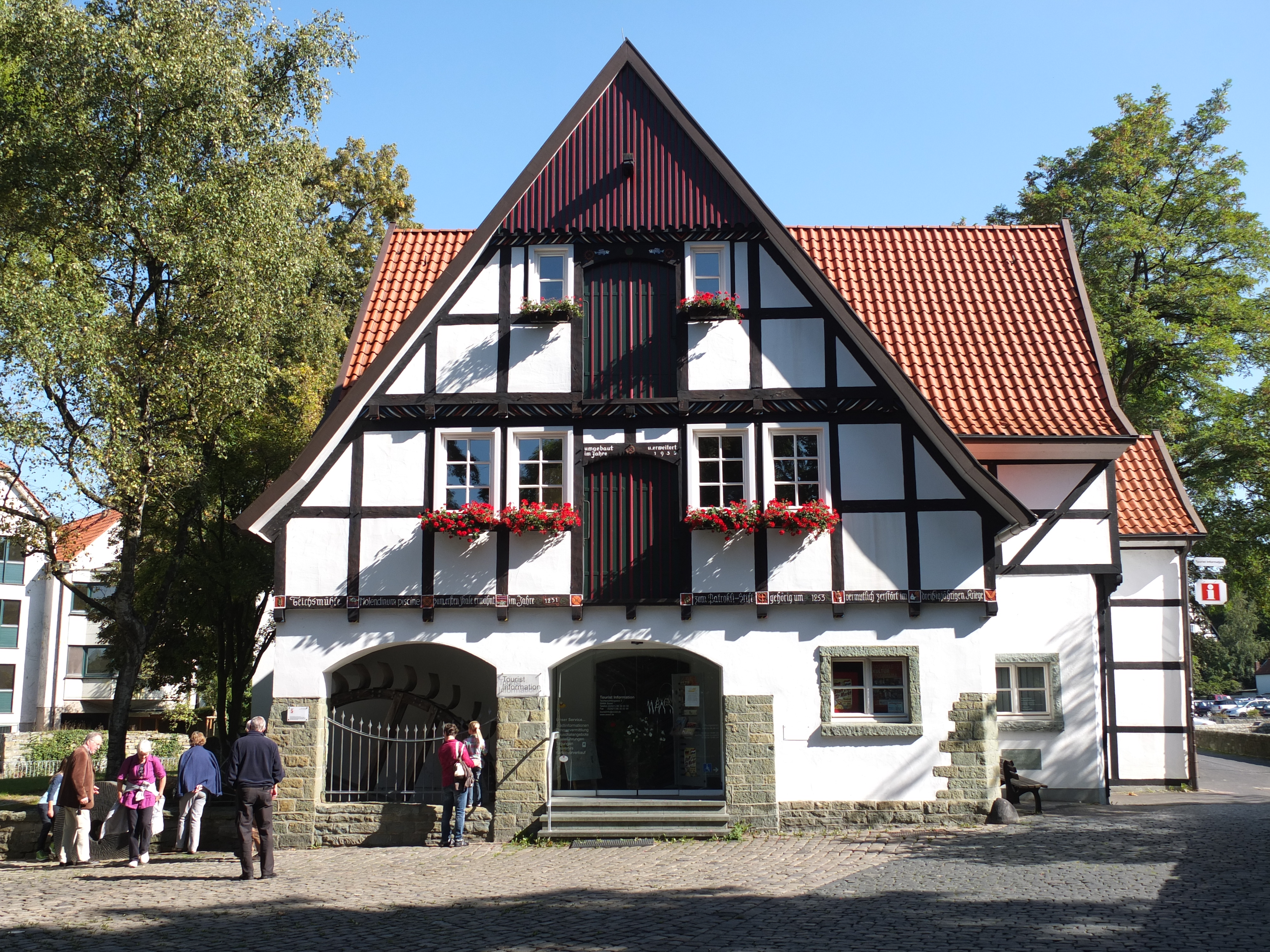
Die Soester Teichsmühle

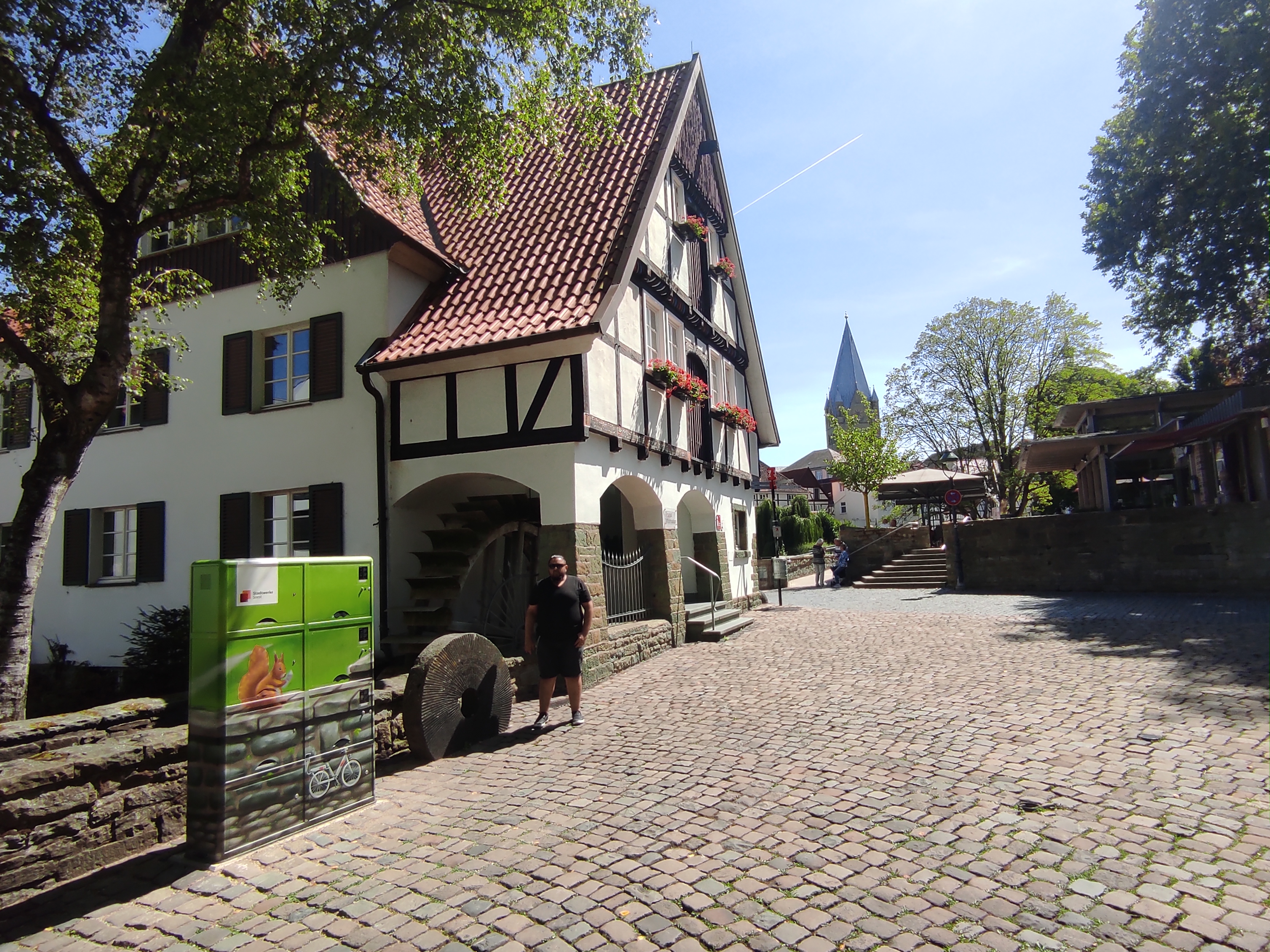
Mühlrad der Teichsmühle in Soest (2022)

Die Teichsmühle ist eine denkmalgeschützte Wassermühle in Soest und die älteste urkundlich belegte Mühle der Stadt. Sie beherbergt heute unter anderem ein Informationsbüro für Touristen.
Der heutige Bau stammt aus dem Jahre 1654, also aus der Zeit unmittelbar nach dem Dreißigjährigen Krieg, in dem der Vorgängerbau zerstört wurde. 1938 wurde sie während der nationalsozialistischen Diktatur unter Regierungsbaumeister Schlipf im Stil der Heimatschutzarchitektur umgestaltet und erweitert.
Die Mühle wurde urkundlich im 13. Jahrhundert zum ersten Mal erwähnt, seit 1253 gehörte sie zum Patroklistift. In der zweiten Hälfte des 13. Jahrhunderts wurde auch der Große Teich als Wasserreservoir für die Mühle aufgestaut. Es gehört zu den Besonderheiten der Stadt Soest, dass innerhalb der Stadtmauern mehrere Wassermühlen betrieben werden konnten. Schon im 14. Jahrhundert gab es sechs durch Quellen angetriebene Mühlen in der Stadt.